# The Opera House

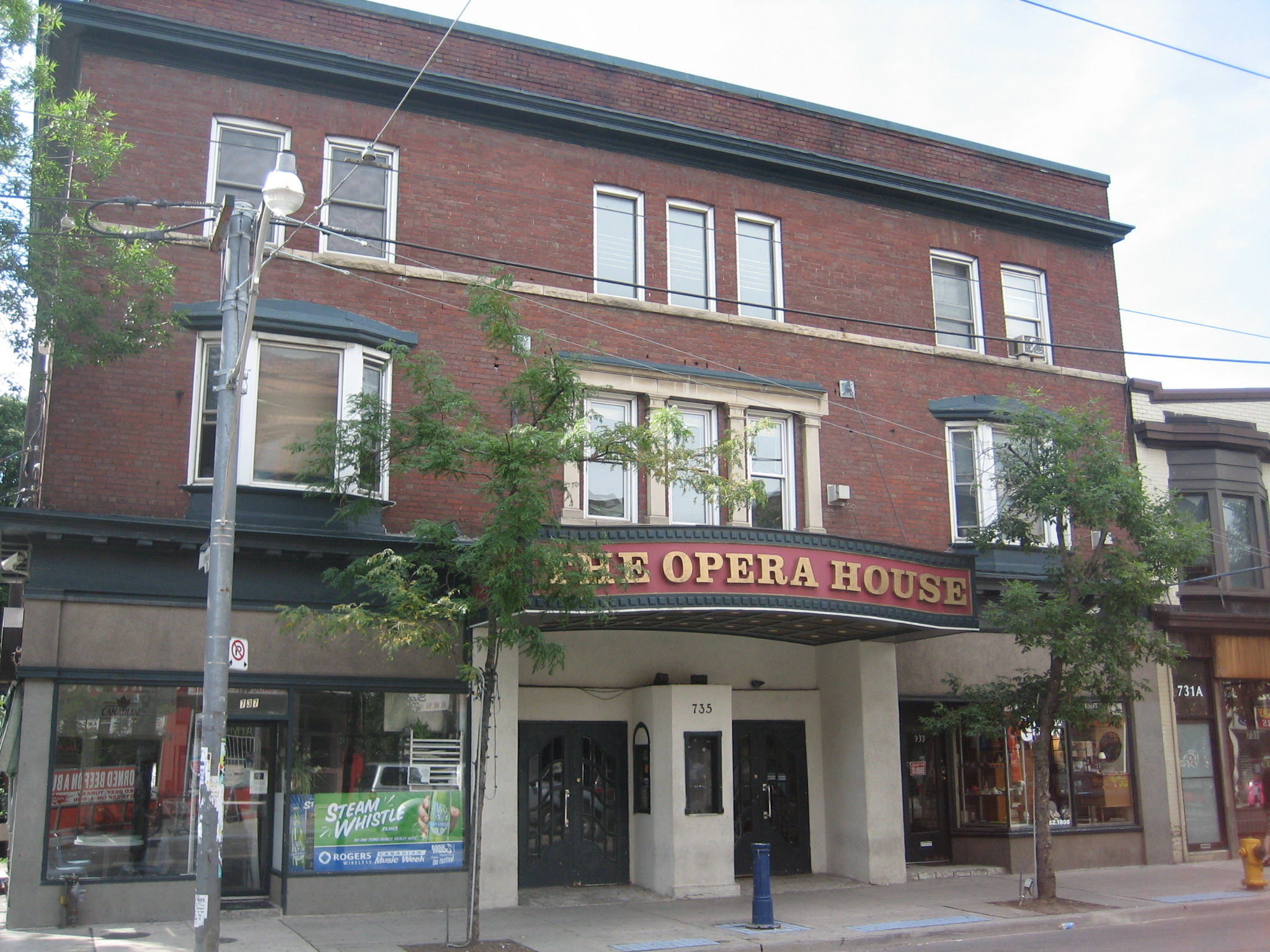
The Opera House

The Opera House est une salle de concert située dans la ville de Toronto, au Canada, après avoir été une salle de spectacle de music-hall à son ouverture dans les années 1910, et salle de cinéma jusque dans les années 1990. Elle se trouve au 735 Queen Street East, dans le quartier de Riverdale, à l'est du centre-ville.